# Althepus menglaensis
Althepus menglaensis is een spinnensoort uit de familie Psilodercidae. De wetenschappelijke naam van de soort werd voor het eerst geldig gepubliceerd in 2018 door Li en Li.